# Província de Buixehr
La província de Buixehr és una de les 31 províncies de l'Iran, la capital de la qual és la ciutat de Buixehr. La província està situada a la costa i està habitada per més d'un milió de persones. A l'antigor formava part del Regne d'Elam. Posteriorment s'integrà dins l'Imperi Persa. Fou colònia portuguesa però més tard es reintegrà als dominis perses fins al sorgiment de l'Iran. Primerament formava un tot amb la Província de Fars i més endavant es va separar amb el nom de Província del Golf Pèrsic. El 1977 rebé el seu nom definitiu. La regió ha servit de port per a les tropes navals de diverses guerres contemporànies.

Comtats de Buixehr